# Hattie Carnegie

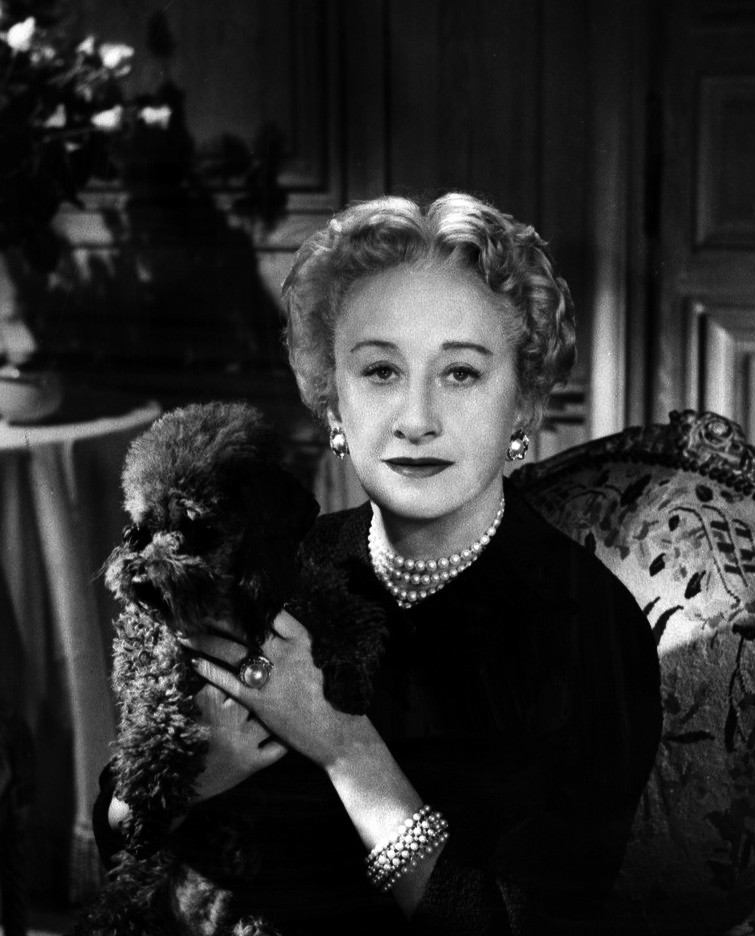
Hattie Carnegie en 1955.

Hattie Carnegie (1889-1956) fue una diseñadora de ropa y joyería estadounidense, activa entre los años 1930 y 1950. Nació en Viena, Imperio austrohúngaro. Su nombre de nacimiento era Henriette Kanengeiser.
Hattie era la segunda más mayor de siete hermanos. Su padre era un artista y sastre y fue él quien la introdujo en el mundo de la moda. Carnegie era conocida por sus diseños sumamente elegantes y la joyería exquisita para complementarlos. 
Sus diseños tuvieron un éxito masivo y pronto tuvo clientas tan importantes como Joan Crawford y la duquesa de Windsor. La ropa vistosa de Hattie Carnegie y su joyería de calidad, aún hoy, son muy buscadas por coleccionistas de todas las partes del mundo.
- Datos: Q274620
- Multimedia: Hattie Carnegie / Q274620